# Чамерия
Чамерия (алб. Çamëria), также Цамурия (греч. Τσαμουριά) — термин, используемый сегодня в албанской литературе для обозначения прибрежных районов Эпира (современная Южная Албания и Северо-Западная Греция). Албания обвиняет Грецию в оккупации албанских территорий, геноциде и конфискации имущества цамидов (чамов) — христиан, перешедших в ислам, среди которых было много коллаборационистов, сотрудничавших во время оккупации Греции с итальянскими фашистами, а после поражения Италии в 1943 году — с немецкими нацистами, вынужденных бежать после Второй мировой войны.

## Этимология
Считается, что название «Чамерия» — это османизм. Этимологически название происходит от среднеболгарского «чам», которое означает «сосна или хвойный лес», — такие леса встречаются в этом районе. Альтернативная версия происхождения другого названия Чамерия/Чамурия состоит в том, что оно происходит от османского калька «чамур» (илистая почва, грязь). Последний соединяется с болотистой местностью на севере вдоль залива Амбракия и по устьям Луроса и Арахтоса. Гора Гаврово (Габрово) в этом самом южном регионе также называется Балта (Блатна), а её южная часть называется по-гречески Валтос (греч. βάλτος — «болото»).
Во времена Османской империи этот район простирался к западу от Аграфы в горах Мецово (Пинд). Горцы Аграфа сохраняют автономию как войнуки с договором из Чамаси (10 мая 1525 г.), название которого имеет схожую этимологию с названием области.

## История
До середины прошлого века термин также употреблялся и греками, но затем вышел из употребления из-за роста албанского сепаратизма. Националистическая группа Армия освобождения Чамерии, действующая легально на территории Албании, борется за право албанцев-чамов, изгнанных после Второй мировой войны из Греции за сотрудничество с оккупантами. Греки предпочитают использовать античные названия Эпир и Феспротия, хотя упоминания о Чамерии встречаются в греческих народных песнях.
Границы Чамерии: Парамитья, Карвонарион, Маргарити, Парга, Корони, Игуменица, Кастри, Неохори, река Каламас и находящейся там городок Фильяте (Ηλ. Ι. Οικονομόπουλος, "Ιστορία του Βαλκανοτουρκικού πολέμου", σ. 2081 - 2082, где приводится сообщение греческого информбюро от 28 февраля 1913 года о захвате Чамерии греческой армией), что намного меньше, чем на приводимой традиционно албанскими националистами карте Чамерии, включающей практически всю греческую часть Эпира.